# Tornabenea
- Commons
- Wikispecies

Tornabenea é um género botânico pertencente à família Apiaceae.

## Espécies
- Tornabenea bischoffii J.A.Schmidt
- Tornabenea hirta J.A.Schmidt
- Tornabenea humilis Lobin & K.H.Schmidt
- Tornabenea insularis K.Krause
- Tornabenea ribeirensis K.H.Schmidt & Lobin
- Tornabenea tenuissima (A.Chev.) A.Hansen & Sunding

1. ↑  «Tornabenea — World Flora Online». www.worldfloraonline.org. Consultado em 19 de agosto de 2020